# Jair Marrufo
Jair Marrufo (ur. 7 czerwca 1977 w El Paso) – amerykański sędzia piłkarski. Od 2007 roku sędzia międzynarodowy.
Marrufo znalazł się na liście 35 sędziów Mistrzostw Świata 2018.

## Sędziowane mecze Mistrzostw Świata 2018
| Mecz             | Data       | Miejsce                  | Runda        | Wynik | Żółta kartka | Czerwona kartka |
| ---------------- | ---------- | ------------------------ | ------------ | ----- | ------------ | --------------- |
| Belgia – Tunezja | 23.06.2018 | Otkrytije Ariena, Moskwa | Faza grupowa | 5:2   | 1            | 0               |